# Idioma irlandés antiguo
Irlandés antiguo (en irlandés antiguo: Goídelc AFI: [ˈɡoːi̯ðʲelɡ] (/góidielg/); gaélico irlandés: An tSean-Ghaeilge, gaélico escocés: an t-Seann Ghàidhlig, gaélico manés: Shenn Yernish) es el nombre dado a la forma más antigua del idioma irlandés, o, mejor, las lenguas goidélicas, de las que tenemos extensos textos escritos. Comprende desde el siglo VI hasta el X, cuando evolucionó al irlandés medio.
Existe una forma todavía más antigua de la lengua irlandesa conocida como paleoirlandés o irlandés primitivo. Se conocen fragmentos de irlandés primitivo, especialmente nombres personales, por las inscripciones sobre piedra escritas en alfabeto ogam. Estas inscripciones datan de, aproximadamente, los siglos IV al VI. El irlandés primitivo es una lengua muy próxima al celta común, el antepasado de todas las lenguas célticas.
El irlandés antiguo aparece por primera vez en los márgenes de manuscritos religiosos latinos del siglo VI. Un amplio número de antiguos textos literarios irlandeses, a pesar de estar conservados en manuscritos del período del irlandés medio (como el Lebor na hUidre y el Libro de Leinster), mantienen el carácter esencial de irlandés antiguo.
El irlandés antiguo es el antepasado del irlandés moderno, del gaélico escocés y del manés (hablado en la Isla de Man). Con todo, es muy diferente de estos. En general, la gramática y los sonidos de las lenguas modernas son más simples que los del irlandés antiguo.
Los estudios actuales del irlandés antiguo le deben aún mucho a las obras de un pequeño grupo de activos estudiosos de finales del siglo XIX y principios del XX, entre ellos Rudolf Thurneysen (1857-1940) y Osborn Bergin (1873-1950). Sus obras se consideran material imprescindible para todo estudioso actual de esta lengua.

## Fonología

### Consonantes

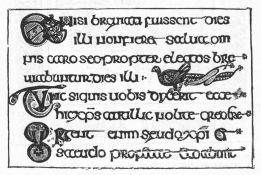
Escrito irlandés del s. VIII

El inventario consonántico del irlandés antiguo se encuentra en la tabla siguiente. /N/, /Nʲ/, /L/, /Lʲ/, /R/, /Rʲ/ representan sonantes fortes cuya articulación precisa nos es desconocida, pero que probablemente fueron más largas, más tensas y generalmente más fuertemente articuladas que sus parejas lenes /n/, /nʲ/, /l/, /lʲ/, /r/, /rʲ/.
|                       |                         | Labiales | Dentales | Alveolares | Velares | Glotales |
| --------------------- | ----------------------- | -------- | -------- | ---------- | ------- | -------- |
| Oclusivas             | Velarizadas ("anchas")  | p b      | t d      | t d        | k g     |          |
| Oclusivas             | Palatalizadas ("finas") | pʲ bʲ    | tʲ dʲ    | tʲ dʲ      | kʲ gʲ   |          |
| Nasales               | Velarizadas ("anchas")  | m        | N n      | N n        | ŋ       |          |
| Nasales               | Palatalizadas ("finas") | mʲ       | Nʲ nʲ    | Nʲ nʲ      | ŋʲ      |          |
| Fricativas            | Velarizadas ("anchas")  | f v      | θ ð      | s          | x ɣ     | h        |
| Fricativas            | Palatalizadas ("finas") | fʲ vʲ    | θʲ ðʲ    | sʲ         | xʲ ɣʲ   | hʲ       |
| Nasalizada Fricativas | Velarizadas ("anchas")  | ṽ        |          |            |         |          |
| Nasalizada Fricativas | Palatalizadas ("finas") | ṽʲ       |          |            |         |          |
| Líquidas              | Velarizadas ("anchas")  |          | R r      | R r        |         |          |
| Líquidas              | Palatalizadas ("finas") |          | Rʲ rʲ    | Rʲ rʲ      |         |          |
| líquida lateral       | Velarizadas ("anchas")  |          | L l      | L l        |         |          |
| líquida lateral       | Palatalizadas ("finas") |          | Lʲ lʲ    | Lʲ lʲ      |         |          |

Algunos detalles de la fonética del irlandés antiguo son desconocidos. /sʲ/ se pudo pronunciar [ɕ] o [ʃ], como en irlandés moderno. /hʲ/ pudo ser el mismo sonido que /h/ e/o u/xʲ/. /Nʲ/ y /Lʲ/ se pudieron pronunciar [ɲ] e [ʎ] respectivamente.

### Vocales
El inventario de los monoptongos del irlandés antiguo es:
|                    | Corto | Corto | Largo | Largo |
| ------------------ | ----- | ----- | ----- | ----- |
| Cerradas ("altas") | i     | u     | iː    | uː    |
| Medias             | e     | o     | eː    | oː    |
| Abiertas ("bajas") | a     | a     | aː    | aː    |

La distribución de las vocales breves en sílaba átona es un poco complicada. Todas las vocales breves pueden aparecer en sílaba final abierta átona (una sílaba abierta es la que no tiene una consonante explosiva después), tanto tras consonante velarizada como palatalizada. Las vocales posteriores /e/ e /i/ se escriben a menudo ae y ai tras consonantes velarizadas, hecho que podría indicar una pronunciación retraída, quizás algo como [ɘ] e [ɨ]. Las diez posibilidades aparecen en los siguientes ejemplos:
| marba /ˈmarva/ "mate" (1 sg. subj.)    | léicea /ˈLʲeːgʲa/ "deje" (1 sg. subj.)  |
| marbae /ˈmarve/ "mates" (2 sg. subj.)  | léice /ˈLʲeːgʲe/ "dejes" (2 sg. subj.)  |
| marbai /ˈmarvi/ "matas" (2 sg. indic.) | léici /ˈLʲeːgʲi/ "dejas" (2 sg. indic.) |
| súlo /ˈsuːlo/ "ojo" (gen.)             | doirseo /ˈdoRʲsʲo/ "puerta" (gen.)      |
| marbu /ˈmarvu/ "mato" (1 sg. indic.)   | léiciu /ˈLʲe:gʲu/ "dejo" (1 sg. indic.) |

En sílabas átonas cerradas (esto es, las que rematan en consonante explosiva), la calidad de una vocal breve es casi completamente predecible observando si las consonantes que la rodean son anchas o finas. Entre dos consonantes anchas, la vocal es /a/, como en dígal /ˈdʲiːɣal/ "venganza" (nom.). Entre una consonante ancha y una fina la vocal es /e/, como en dliged /ˈdʲlʲiɣʲeð/ "ley" (nom./ac.). Antes de una consonante fina la vocal es /i/, como en dígail /ˈdʲiːɣilʲ/ "venganza" (acc./dat.), y dligid /ˈdʲlʲiɣʲiðʲ/ "ley" (gen.). las principales excepciones a esta regla son que /u/ frecuentemente aparece cuando la siguiente sílaba contenía un *ū en protocéltico (por ejemplo, dligud  /ˈdʲlʲiɣuð/ "ley" (dat.) < PC *dligedū), y que /o/ o /u/ frecuentemente aparece tras una labial ancha (por ejemplo, lebor /ˈLʲevor/ "libro"; domun /ˈdoṽun/ "mundo").
El inventario de los diptongos del irlandés antiguo aparece en esta tabla:
| Largos (bimoraicos) | Largos (bimoraicos) | Largos (bimoraicos) | Largos (bimoraicos) | Largos (bimoraicos) | Breves (monomoraicos) | Breves (monomoraicos) |
| ------------------- | ------------------- | ------------------- | ------------------- | ------------------- | --------------------- | --------------------- |
| ai                  | ia                  | ui                  |                     | au                  | ĭu                    | ău                    |
| oi                  | ua                  | iu                  | eu                  | ou                  | ĕu                    |                       |

## Ortografía
Como en la mayoría de las lenguas medievales, la ortografía del irlandés antiguo no está fijada, de modo que las siguientes afirmaciones hay que tomarlas solo como generalizaciones. Cada manuscrito puede variar en gran medida de estas indicaciones.
El alfabeto del irlandés antiguo consiste en las siguientes dieciocho letras del  alfabeto latino:
a, b, c, d, e, f, g, h, i, l, m, n, o, p, r, s, t, u
Además, el acento agudo y el punto adscrito se usan como diacríticos con ciertas letras:
- El acento agudo indica una vocal larga: á, é, í, ó, ú son vocales largas.
- El punto indica la lenición de f y s: ḟ es muda, ṡ se pronuncia /h/
- El punto se usa también sobre m y n sin cambio en la pronunciación, cuando estas letras se usan para marcar una mutación nasal: ṁ, ṅ.

También se emplean un número de dígrafos:
La letra i se sitúa tras una vocal para indicar que la consonante siguiente es fina: ai, ei, oi, ui; ái, éi, ói, úi.
La letra h se sitúa tras c, t, p para indicar una fricativa: ch, th, ph.
Los diptongos también se indican con dígrafos: áe/aí, ía, uí, áu, óe/oí, úa, éu, óu, iu, au, eu.
En posición inicial de palabra, cuando no se produce mutación consonántica, las letras consonantes tienen los siguientes valores; son anchas ante vocales anteriores (a, o, u) y finas ante vocales posteriores (e, i):
- b: /b/, /bʲ/.
- c: /k/, /kʲ/.
- d: /d/, /dʲ/.
- f: /f/, /fʲ/.
- g: /g/, /gʲ/.
- h: Ver discusión más abajo.
- l: /L/, /Lʲ/.
- m: /m/, /mʲ/.
- n: /N/, /Nʲ/.
- p: /p/, /pʲ/.
- r: /R/, /Rʲ/.
- s: /s/, /ʃ/.
- t: /t/, /tʲ/.

A pesar de que el irlandés antiguo tiene tanto un sonido /h/ y una letra h, no hay una relación consistente entre las dos. Las palabras en vocal inicial se escriben a veces con una h no pronunciada, especialmente si son muy cortas (la preposición i "en" se escriben a veces hi) o si necesitan ser enfatizadas (el nombre de Irlanda, Ériu, se escribe a veces Hériu). Por otra parte, palabras que comienzan con sonido /h/ se escriben muchas veces sin ella, por ejemplo a ór /a hoːr/ "su oro". Si el sonido y la escritura coinciden, es casualidad, como en ní hed /Nʲiː heð/ "no es".
Tras una vocal o l, n, o r las letras c, p, t pueden representar oclusivas tanto sordas como sonoras; pueden escribirse dobles con cada valor:
- mac ou macc /mak/ "hijo".
- bec ou becc /bʲeg/ "pequeño".
- op ou opp /ob/ "despreciar".
- brat ou bratt /brat/ "abrigo".
- brot ou brott /brod/ "aguijón".
- derc /dʲerk/ "agujero".
- derc /dʲerg/ "rojo".
- daltae /daLte/ "niño adoptado".
- celtae /kʲeLde/ "que esconde".
- anta /aNta/ "de resto".
- antae /aNde/ "que queda".

Tras una vocal las letras b, d, g representan las fricativas /v, ð, ɣ/ o sus equivalentes finos:
- dub /duv/ "negro".
- mod /moð/ "trabajo".
- mug /muɣ/ "esclavo".
- claideb /klaðʲev/ "espada".
- claidib /klaðʲivʲ/ "espadas".

Tras m, b es una oclusiva, pero tras d, l y r es una fricativa:
- imb /imʲbʲ/ "mantequilla".
- odb /oðv/ "nudo (de un árbol)".
- delb /dʲelv/ "imagen".
- marb /marv/ «muerto».

Tras n y r, d es una oclusiva:
- bind /bʲenʲdʲ/ "melodioso".
- cerd /kʲeRd/ "arte, talento".

Tras n, l, e r, g es frecuentemente una oclusiva, pero es una fricativa e unas pocas palabras:
- long /loŋg/ "barco".
- delg ou delc /dʲelg/ "espina".
- argat ou arggat /argad/ "plata".
- ingen /enʲɣʲen/ "hija".
- bairgen /barʲɣʲen/ "pedazo de pan".

Tras vocal m es normalmente una fricativa, pero a veces una oclusiva (nasal); en tal caso a menudo se escribe doble:
- dám /daːṽ/ "compañía".
- lom ou lomm /lom/ "desnudo".

Los dígrafos ch, ph, th no aparecen en posición inicial de palabra excepto en lenición, pero si aparecen se pronuncian /x/, /f/, /θ/.
- ech /ex/ "caballo".
- oíph /oif/ "belleza".
- áth /aːθ/ "vado".

Las letras l, n, e r se escriben dobles cuando indican sonoras tensas, y sencillas cuando indican sonoras suaves (no obstante, las sonoras tensas se escriben normalmente sencillas cuando están al inicio de palabra):
- corr /koR/ "garza".
- cor /kor/ "acto de poner, de echar".
- coll /koL/ "avellano".
- col /kol/ "pecado".
- sonn /soN/ "estaca".
- son /son/ "sonido".

## Sintaxis
El irlandés antiguo sigue la estructura típica VSO (verbo-sujeto-objeto) compartida por la mayoría de las lenguas célticas (a pesar de ser posibles otros órdenes, en especial según la Ley de Bergin). Los verbos se conjugan plenamente, y tienen la mayoría de las formas típicas de las lenguas indoeuropeas, es decir, los tiempos  presente, imperfecto, pasado, futuro y pretérito, los modos indicativo, subjuntivo, condicional y imperativo, y voz activa e pasiva.  La única forma verbal que faltaba en irlandés antiguo es el infinitivo (presente de forma limitada en el irlandés moderno), en cuyos casos el irlandés antiguo empleaba construcciones con el nombre verbal. Los pronombres personales, cuando se empleaban como complemento directo, se infijaban dentro del verbo con el que iban asociados.  Lo que se considera equivalente a las preposiciones en castellano están generalmente en el mismo sitio que en el castellano, aunque que algunas están infijadas en el verbo mismo.

## Morfología

### Nombres
El irlandés antiguo mantenía tres géneros, masculino, femenino y neutro; tres números, singular, plural y dual (el tercer número, el dual, solo está atestiguado en un grado limitado en algunas formas, a pesar de que casi siempre va precedido por el cardinal dá, que significa "dos";  y cinco casos (nominativo, vocativo, acusativo, genitivo y dativo). Thurneysen describió catorce clases de nombres, definidas por la marca morfológica del tema, con siete temas vocálicos y siete consonánticos (incluyendo una clase de nombres irregulares e indeclinables).
|            | Singular  | Plural       | Dual         |
| ---------- | --------- | ------------ | ------------ |
| Nominativo | túath     | túatha       | túaith       |
| Vocativo   | túath     | túatha       | -            |
| Acusativo  | túaith    | túatha       | túaith       |
| Genitivo   | túa (i) o | túath        | túath        |
| Dativo     | túaith    | túath (a) ib | túath (a) ib |

### Verbos
Los verbos se sitúan en posición inicial en la frase (solo precedidos por algunas partículas, formando un 'complejo verbal', y muy pocos adverbios).  La mayoría de los verbos tienen, además de los tiempos, voces, y modos citados antes, dos grupos de formas: una forma conjunta e una forma absoluta.  
- La forma conjunta consiste normalmente en uno o más  preverbios (partículas que, en algunos casos, tienen históricamente un origen preposicional, compárese a-, e-, en-, etc. de los verbos latinos, aunque que nos están directamente relacionados y los prefijos verbales en las lenguas germánicas), seguidos por un tema verbal que contiene la mayor parte de la conjugación.  Los pronombres personales en función de complemento directo se infijan entre el preverbio y el tema verbal, junto con otras variadas partículas que modifican el significado del verbo (incluida la negación) o indican ciertas estructuras especiales de frase.

- La forma absoluta se usa cuando no son necesarios infijos y los otros elementos necesarios se dan en otra parte de la frase. Un verbo simple puede funcionar en irlandés antiguo como una frase completa, en caso de que se afijen al final del verbo partículas enfáticas como -sa e -se.